# Casa Dustin Garrison
 La Casa Dustin Garrison o la Casa Dustin es una casa histórica del Primer Período en el 665 de la Avenida Hilldale, en Haverhill, Massachusetts. Construida alrededor de 1700, es una de las pocas casas de época de construcción, hecha con ladrillos en Massachusetts. También es notable por su asociación con la familia Dustin o Duston; Hannah Duston fue famosa por los nativos americanos durante un ataque en Haverhill en 1697, probablemente mientras esta casa estaba en construcción. La casa fue agregada al Registro Nacional de Lugares Históricos en 1990.  

## Descripción e historia
La Casa Dustin Harrison se encuentra en lo que hoy es un área rural-residencial del norte de Haverhill, en el lado este de la Avenida Hilldale, frente a un campo de golf.  Se establece en una subida hacia el sur. Es un edificio de ladrillos de dos pisos y medio, con techo a dos aguas y chimenea de un solo extremo. La fachada principal tiene tres bahías de ancho, con la entrada situada en la bahía más a la izquierda. El ladrillo en la fachada y el lado este se coloca en enlace flamenco, con ladrillos cortos resaltados por sus extremos ennegrecidos. Las aberturas de ventanas y puertas están rematadas por arcos segmentados, y hay una secuencia de ladrillos abovedados entre el primer y el segundo piso. El ladrillo exhibe parches en varios lugares, donde una vez se hicieron las aberturas, pero luego se cerraron durante la restauración.
Se cree que la casa estaba en construcción por el granjero y fabricante de ladrillos Thomas Duston en el momento del ataque de 1697 en Haverhill durante la Guerra del Rey Guillermo.  Fue durante esta redada que su esposa, Hannah Duston, fue capturada por los nativos americanos. Cotton Mather más tarde escribió una narrativa popular sobre el cautiverio de Hannah.  La casa de Duston, ocupada durante la redada fue demolida hacia 1740. 
La investigación de hecho, sin embargo, sugiere que los Dustins nunca ocuparon esta casa, y que probablemente fue construida para la familia Kimball.  La casa es una de un número muy pequeño de casas de ladrillo en el este de Massachusetts desde el Primer Período de la arquitectura colonial, y en consecuencia proporciona una ventana importante a las técnicas de albañilería del período. Su forma también es inusual para el noreste de Massachusetts, y se asemeja más a los terminadores de piedra de la antigua Rhode Island. El edificio se sometió a una restauración importante en 1946 después de su adquisición por una asociación de la familia Dustin.